# Причудские говоры

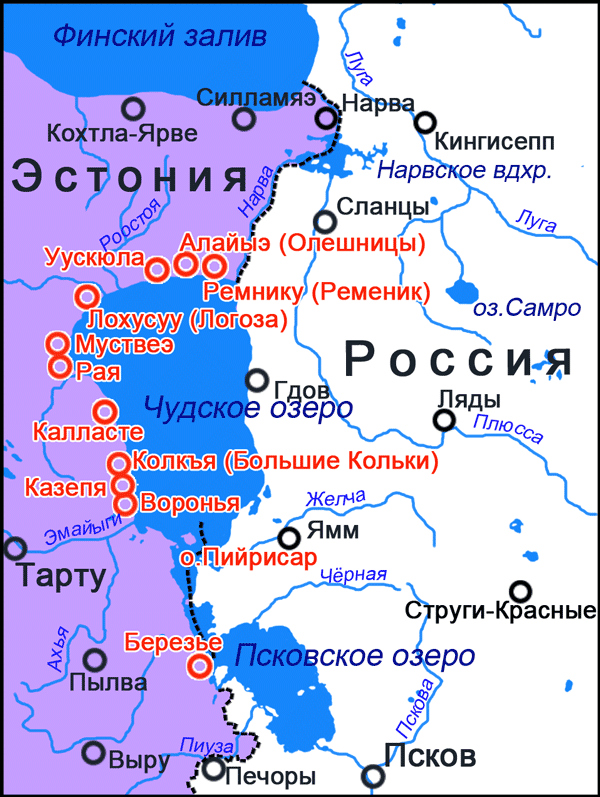
Карта русскоязычных старообрядческих поселений эстонского Причудья

Причу́дские говоры (говоры староверов Причудья) — группа близкородственных говоров русского или белорусского языка, традиционно использующихся в некоторых поселениях, расположенных вдоль побережья Чудского озера. Большинство носителей проживает на территории Эстонии. В рамках российской диалектологической традиции эти идиомы чаще всего относят к псковской группе говоров, хоть они и имеют некоторые черты, не характерные ни для псковских, ни для каких-либо других русских диалектов. Некоторые явления также объединяют их с белорусским языком.
Говоры Западного (эстонского) и Восточного (российского) Причудья представляют собой диалектный континуум, пусть и несколько спутанный в силу разнонаправленных миграционных процессов XX столетия и сильного влияния литературного языка, насаждаемого во всех публичных и формальных сферах жизни. Для идиомов центральной и южной частей Восточного Причудья наряду с общими для причудских говоров деталями характерно смешение черт псковских и гдовских говоров.

## Примеры
Ни пэцкай адёжыну, хто мыть и чыстить буди?